# Nazionale maschile di rugby a 15 della Tanzania
La nazionale di rugby XV della Tanzania rappresenta la Tanzania nel rugby a 15 in ambito internazionale, dove è inclusa fra le formazioni di terzo livello.